# Limnia transmarina
Limnia transmarina är en tvåvingeart som först beskrevs av Ignaz Rudolph Schiner 1868.  Limnia transmarina ingår i släktet Limnia och familjen kärrflugor. Inga underarter finns listade i Catalogue of Life.